# ASB Classic 1987
L'ASB Classic 1987 è stato un torneo di tennis giocato sul cemento. È stata la 2ª edizione dell'ASB Classic, che fa parte del Virginia Slims World Championship Series 1987. Si è giocato all'ASB Tennis Centre di Auckland in Nuova Zelanda, dal 26 gennaio al 1º febbraio 1987.

## Campionesse

### Singolare
Gretchen Magers ha battuto in finale  Terry Phelps con il punteggio di 6–2, 6–3

### Doppio
Anna Maria Fernández /  Julie Richardson hanno battuto in finale  Gretchen Magers /  Elizabeth Minter 4–6, 6–4, 6–2